# Microstylum basalis
Microstylum basalis là một loài ruồi trong họ Asilidae. Microstylum basalis được Brunetti miêu tả năm 1928. Loài này phân bố ở miền Ấn Độ - Mã Lai.